# Orisowo

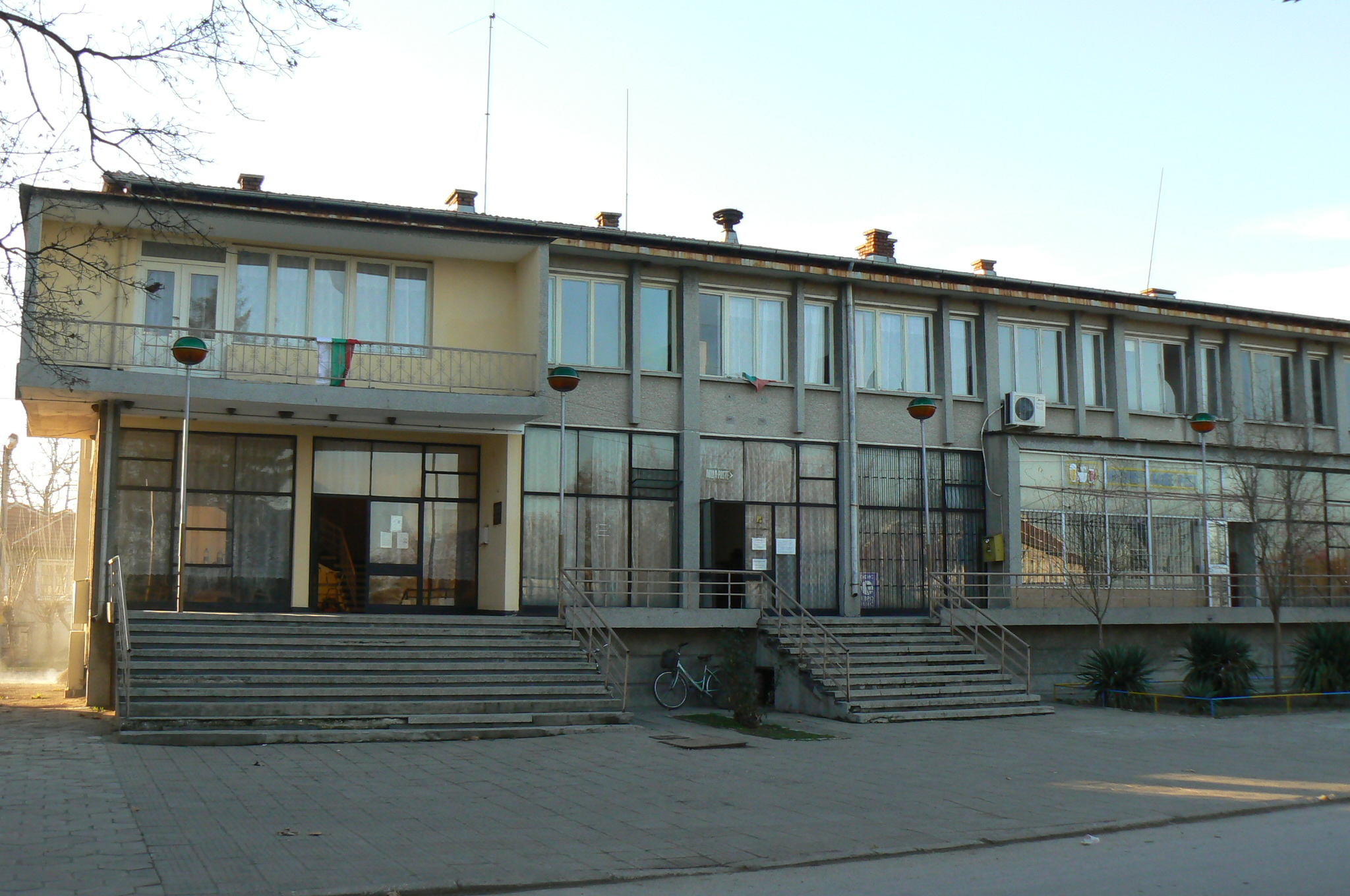
Das Bürgermeisteramt in Orisowo

Orisowo (bulgarisch Оризово) ist ein Dorf in Süd-Bulgarien. Es liegt in der Gemeinde Bratja Daskalowi, in der Oblast Stara Sagora. Bis zum 1. Januar 1907 trug das Dorf den Namen Tscheltuktschi (bulg. Челтукчи).

## Lage
Orisowo liegt Mitten in der Thrakischen Tiefebene. Die Nachbardörfer sind Plodowitowo, Tscherna gora, Granit und Opaltschenez. Bratja Daskalowi liegt 10 km weiter nördlich, Belosem liegt 11 km weiter westlich und Tschirpan liegt 13 km weiter im Osten.
Nordöstlich von Orisowo, in drei Kilometern Entfernung, liegt der Orisowo-Stausee (bulg. Оризовски язовир) - (42° 14′ 0″ N, 25° 12′ 0″ O). Am Stausee (Südwestufer des nördlichen Stausees) befindet sich ein geschütztes Brutgebiet für Zwergscharben, Seidenreiher, Nachtreiher und Rallenreiher.
Orisowo hat einen Bahnhof, der an der Bahnstrecke Sofia - Plowdiw - Orisowo - Stara Sagora - Burgas liegt. Einen Kilometer südlich des Dorfes liegt die Autobahn Sofia - Burgas (Awtomagistrala A1 „Trakiya“), von der 5 km südöstlich des Dorfes die Awtomagistrala A3 „Mariza“ nach Süden, Richtung Türkei über den Grenzübergang Kapitan Andreewo-Kapıkule, abzweigt.

## Geschichte
Östlich des Dorfes liegt die archäologische Grabungsstelle des thrakischen Dorfes Ranilum. Ranilum lag an der römischen Straße (Via Militaris): Konstantinopel (heute Istanbul) – Adrianapolis (heute Edirne) – Karasura (15 km östlich von Orisowo) – Philippolis (heute Plowdiw) – Serdica (heute Sofia) – Naissos (heute Nis) – Singidunum (heute Belgrad). Die Wegstationen in der Umgebung waren Parembole (in der Nähe von Belosem; 27 km von Plowdiw), Ranilum (in der Nähe von Orisowo; 40 km von Plowdiw) und Cille (in der Nähe von Tscherna gora). In unmittelbarer Nähe der Grabungsstelle Ranilum, 4 km nordöstlich von Orisowo, liegt die Karstquelle Chalka Bunar (Халка Бунар) - (42° 14′ 27″ N, 25° 13′ 8″ O). In der Region gibt es zahlreiche thrakische Siedlungsspuren. Drei Kilometer nordöstlich des Dorfes liegt der prähistorische Grabhügel „Delinowanowa mogila“.
Weitere Grabhügel gibt es westlich, nordwestlich und südwestlich des Dorfes. Auch das eigentliche Dorf Orisowo wurde auf einer thrakischen Siedlung errichtet. Die Nekropole dieser 2000 Jahre alten ehemaligen thrakischen Siedlung befindet sich im heutigen Park des Dorfes. Ein Grabhügel wurde in ein Beinhaus umgewandelt.
Interessant sind zwei Funde: einerseits von einer Pferdebestattungen mit vollständig erhaltenem Skelett und eiserner Trense und andererseits ein bestatteter Pferdekopf.
Im historischen Museum von Stara Sagora ist eine römische Wegsäule ausgestellt, die in der Umgebung des Dorfes gefunden wurde.
In der deutschen Übersetzung erinnert der Name des Dorfes an Reis (bulg. ориз / oris = Reis; vergleiche: Oryza). „Orisowo“ ist im Bulgarischen gleichbedeutend mit „Reis-“ in zusammengesetzten Wörtern.

## Weiteres
Der Dorffeiertag ist der 23. September. Der Dichter Pawel Matew (Павел Матев; 1924–2006) wurde in Orisowo geboren. Die Tschitalischte des Dorfes wurde 1923 gegründet.